# Tanjung Raya (Tanjung Tebat)
Tanjung Raya is een bestuurslaag in het regentschap Lahat van de provincie Zuid-Sumatra, Indonesië. Tanjung Raya telt 508 inwoners (volkstelling 2010).